# Топ Кадети
„Топ Кадети“ (на английски: Top Wing) е канадски компютърно анимиран сериал, който е създаден от Матю Фернандес за Industrial Brothers. Сериалът дебютира в Канада по Treehouse на 6 януари 2018 г. Nickelodeon купува правата на сериала извън Канада, и се излъчва премиерно по Nickelodeon в САЩ на 6 ноември 2017 г. Във Великобритания, гласовете на актьорския състав са дублирани с озвучаващите актьори във Великобритания, които заместват оригиналните канадски гласове.

## В България
В България сериалът се излъчва по „Никелодеон“ през 2018 г., както и по „Ник Джуниър“. 
Сериалът също е достъпен в стрийминг платформата SkyShowtime.

### Нахсинхронен дублаж
Дублажът на сериала е първоначално записан в студио „Александра Аудио“ до 21-ви епизод на първи сезон, а после се премества в студио „Про Филмс“ от 2018 г.
| Роля          | Изпълнител                                                  |
| ------------- | ----------------------------------------------------------- |
| Тими          | Александър Добрев                                           |
| Папи          | Августина-Калина Петкова                                    |
| Скори         | Христо Димитров                                             |
| Пени          | Калина Асенова                                              |
| Бръм          | Константин Димитров                                         |
| Примо         | Никола Божинов                                              |
| Ронда         | Дайяна Димитрова                                            |
| Шърли         | Марта Илиева                                                |
| Вихър         | Мартин Кончев                                               |
| Ронда         | Симона Нанова                                               |
| Други гласове | Василка Сугарева Цвети Пеняшки Здравко Димитров Росен Русев |

| Пост                 | Име                                                    |
| -------------------- | ------------------------------------------------------ |
| Режисьори на дублажа | Евгения Ангелова Ангелина Русева                       |
| Преводачи            | Елица Вите Лора Станоева Джесика Петрова Дара Цветкова |